# Зав'ялово (Ішимський район)
Зав'я́лово (рос. Завьялово) — присілок у складі Ішимського району Тюменської області, Росія.
Населення — 203 особи (2010, 240 у 2002).
Національний склад станом на 2002 рік:
- росіяни — 99 %